# Dioctria danica
Dioctria danica is een vliegensoort uit de familie van de roofvliegen (Asilidae). De wetenschappelijke naam van de soort is voor het eerst geldig gepubliceerd in 1803 door Franz Paula von Schrank.